# الغزو القرمطي الأول لمصر

وقع الغزو القرمطي الأول لمصر عام 971، عندما غزا قرامطة البحرين مصر، التي كانت قد احتلتها مؤخرًا الدولة الفاطمية. كان كل من القرامطة والفاطميين فروعًا للطائفة الإسماعيلية من الإسلام الشيعي، لكنهم ينتمون إلى فروع مختلفة ومتنافسة. بعد الاستيلاء على مصر بقيادة القائد جوهر الصقلي عام 969، بدأ الفاطميون توسعهم في بلاد الشام. وهناك واجهوا القرامطة، الذين قاموا في السنوات السابقة بمداهمة حكام المنطقة وأخذ الجزية منهم. من أجل وقف التقدم الفاطمي، انضم القرامطة بقيادة الحسن الأعصم، إلى التحالف مع القوى الإقليمية الأخرى، بما في ذلك الخليفة العباسي السني في بغداد. بعد هزيمة وقتل القائد الفاطمي جعفر بن فلاح في هجوم على دمشق في أغسطس 971، سار القرامطة وحلفاؤهم البدويين جنوبًا. انسحب جيش الإغاثة الفاطمي الذي كان يسير لمساعدة ابن فلاح إلى يافا حيث كان محاصرًا، بينما غزا جيش القرامطة الرئيسي مصر. إن تحويل قوات القرامطة إلى دلتا النيل لدعم الثورات المحلية أعطى جوهر الوقت لتعبئة قواته المتبقية وإعداد الدفاعات على شكل خندق وجدار في عين شمس، شمال القاهرة مباشرة، والتي كانت آنذاك لا تزال قيد الإنشاء كالعاصمة الفاطمية الجديدة. وفي معركة شمال المدينة يومي 22 و24 ديسمبر، هزم جوهر القرامطة وأجبرهم على الانسحاب من مصر في حالة من الفوضى. بعد أن تشاجر القرامطة مع حلفائهم من البدو، تمكن الفاطميون من إعادة احتلال الرملة، لكن هذا لم يدم طويلاً؛ بحلول صيف عام 972، أصبحت فلسطين مرة أخرى تحت سيطرة القرامطة. ومن ناحية أخرى، تم قمع التمردات في مصر، وتمكن الخليفة الفاطمي المعز لدين الله من نقل عاصمته من إفريقية إلى القاهرة في يونيو 973. تلا ذلك غزو ثانٍ عام 974، والذي تم هزيمته أيضًا، وأنهى تهديد القرامطة إلى الأبد، ومهّد الطريق للتوسع الفاطمي في بلاد الشام.